# Stahl Gerlafingen
Die Stahl Gerlafingen AG mit Sitz in Gerlafingen im Kanton Solothurn ist ein Unternehmen für die Erzeugung von Bewehrungs- und Profilstahl. Das Unternehmen beschäftigt über 400 Mitarbeiter. Die Stahl Gerlafingen produziert jährlich mehrere hundert Tausend Tonnen Bewehrungs- und Profilstahl für den Bedarf im In- und Ausland. Als Rohmaterial dafür wird recycelter Eisenschrott verwendet.

## Geschichte
Das Gerlafinger Stahlwerk hat seine Wurzeln in den 1803 gegründeten Ludwig von Roll’schen Eisenwerken, dem späteren Von-Roll-Konzern. Am Standort Gerlafingen wurde 1818 ein Schmiedewerk eingerichtet. Am 1. Juli 1823 nahm das Unternehmen als Betriebsgesellschaft Ludwig von Roll’sche Eisenhütten und Bergwerke seine Tätigkeit auf. 1836 wurde ein Walzwerk in Betrieb genommen, 1918 folgte das Stahlwerk. 1996 verkaufte Von Roll ihre in der Von Roll Stahl AG zusammengefassten Stahlaktivitäten an die von Moos Holding AG, wodurch das Unternehmen zunächst in Stahl- und Walzwerke Gerlafingen AG und 1998 in Stahl Gerlafingen AG umbenannt wurde. Aus dem Zusammenschluss der ehemaligen Von Roll Tochtergesellschaft und der von Moos Gruppe entstand die Swiss Steel AG. Diese wurde 2003 mehrheitlich von der deutschen Schmolz + Bickenbach AG und der Gebuka AG übernommen.
2006 verkaufte Swiss Steel 65 Prozent der Stahl Gerlafingen AG an die italienische AFV Acciaierie Beltrame S.p.A. 2010 übernahm AFV Beltrame S.p.A. die Stahl Gerlafingen AG vollständig.
Infolge der weltweiten Energiekrise ab 2021 und der damit einhergehenden massiven Preiserhöhungen für Strom und Gas beantragte Stahl Gerlafingen vorsorglich Kurzarbeit für die Monate Oktober bis Dezember 2022 beim Kanton und bekam sie bewilligt.
Nachdem im Jahr 2023 das 200-Jahr-Jubiläum des Unternehmens gefeiert worden war, wurde im März 2024 bekannt, dass die Produktionsstrasse für Profilstahl eingestellt wird.

## Rohstoffkreislauf
Pro Kopf sind in der Schweiz 8 Tonnen Stahl in Bauwerken und Gütern tragend im Einsatz. Jährlich kommen pro Kopf 340 kg neuer Stahl dazu, davon etwa 150 kg Bewehrungs- und Profilstähle. 190 kg Stahl gehen ausser Betrieb und werden zu Stahlschrott. Die Verwertung dieses Stahlschrottes macht das darin enthaltene Eisen wieder nutzbar für neue Einsatzzwecke. Diese Rohstoffgewinnung aus Bauwerken und Gütern wird auch als Urban Mining bezeichnet.
Stahl Gerlafingen betreibt das Stahlrecycling nahe bei Schrottanfall und Stahlverwendung. Damit sind die Transportwege im Mittel unter 90 km lang. Sie werden zur Hälfte mit der Bahn abgewickelt.
Dennoch sorgen u. a. der Transport und der Elektrolichtbogenofen für einen hohen CO2-Ausstoss.

## Umweltproblematik
Von Beginn weg gab es bei Stahl Gerlafingen respektive der damaligen Von Roll die für solche Betriebe typischen Luftschadstoff-Emissionen. Nach Einführung der Umweltgesetzgebung in der Schweiz ergab sich auch für Von Roll eine Filterpflicht. Auch danach wurden aber die LRV-Grenzwerte vor allem in der Nahumgebung Biberist/Gerlafingen periodisch überschritten.
Mit Inbetriebnahme eines neuen Schmelzofens in den 1990er Jahren verschärfte sich die Problematik erneut, bevor das kantonale Amt für Umwelt (AfU) einschritt und das Unternehmen veranlasste, eine neue, bessere Filteranlage zu installieren. Ab August 1997 verbesserten sich die Emissionswerte spürbar, die Grenzwerte für die Schwermetalle Blei, Cadmium, Kupfer und Zink sowie für Schwebestaub konnten zum guten Teil eingehalten werden. Eine Ausnahme bildeten die Dioxine und Furane, wo zusätzliche Massnahmen erforderlich waren. 2014 hielt der positive Trend an, wobei jedoch vor allem bei Zink fortlaufend Grenzwert-Überschreitungen registriert wurden.
Die Schadstoff-Emissionen des Stahlwerks fanden ihren Ausdruck sekundär auch in der Bodenbelastung vor allem der näheren Werksumgebung bis 1500 Meter Umkreis. Hier waren und sind die Belastungen aus der permanenten historischen Akkumulation (abzüglich des durch Auswaschung in den Boden abgesickerten Anteils) oberhalb des sog. Prüfwertes. Das AfU sprach von einer potentiellen Gefährdung von auf dem nackten Boden spielenden Kindern, von Hausgärten und von Weidetieren respektive deren nachfolgender Nahrungskette. Die Situation werde weiter beobachtet und bei Bedarf würden Gegenmassnahmen ergriffen. In das Monitoring einbezogen wurde ab Ende 2004 auch das Grundwasser.
Ein weiteres Problem stellten die Abwasser- und Sinter-Abgaben des Stahlwerks in die Emme dar. Zwecks deren Reduktion wurde 1999 eine neue Abwasser-Vorbehandlungsanlage in Betrieb genommen.